# Peary Bay
Peary Bay är en vik i Kanada.   Den ligger i territoriet Nunavut, i den nordöstra delen av landet, 3 800 km norr om huvudstaden Ottawa.
Trakten runt Peary Bay är permanent täckt av is och snö. Trakten runt Peary Bay är nära nog obefolkad, med mindre än två invånare per kvadratkilometer.